# Zhu Weilie
Zhu Weilie (chinesisch 朱威烈, Pinyin Zhū Wēiliè; arabisch تشو وى ليه; * 1941 in Jiashan, Zhejiang) ist ein chinesischer namhafter Arabist und Nahostexperte. Er war Direktor (und ist Honorary Director) des Institute of Middle East Studies der Fremdsprachenuniversität Shanghai (Shanghai International Studies University) und Direktor des Middle East Key Research Project des Ministeriums für Bildung. Das Institut an der Uni in Shanghai veröffentlicht einen jährlichen Bericht zur Entwicklung im Nahen Osten (Middle East), „which has been a must-read reference for China’s Middle East diplomats and researchers“. 
Er studierte unter anderem bei Ma Jian. 
Er war unter anderem Herausgeber des Concise Chinese-Arabic Dictionary.
Er ist einer der Fellows des  Königlichen Aal al-Bayt Instituts für islamisches Denken (Royal Aal Al-Bayt Institute for Islamic Thought).

## Werke (Auswahl)
(auch als Herausgeber)
- Guoji wenhua zhanlüe yanjiu 国际文化战略研究
- Zhan zai yuandong kan Zhong-Dong 站在远东看中东
- Shijie redian: Zhong-Dong 世界热点：中东
- Jianming Han-A cidian 简明汉阿词典
- Dangdai Alabo wenxue cidian 当代阿拉伯文学词典
- Wu shenfen shijie de aiguo zhuyi - quanqiuhua tiaozhan 无身份世界的爱国主义——全球化的挑战
- Zhong-Dong yishu shi 中东艺术史

## Videos
- mideast.shisu.edu.cn (Zhu Weilie zu den Unruhen in Ägypten)
- v.ifeng.com: 朱威烈：中东和谈召开本身就是成功